# La Corbella Vella
La Corbella Vella és una casa de Sant Hilari Sacalm (Selva) inclosa a l'Inventari del Patrimoni Arquitectònic de Catalunya.

## Descripció
Es tracta d'una casa de grans dimensions de planta quadrangular amb coberta a dues vessants amb caiguda a la façana. Està situada en un terreny de fort desnivell per la qual cosa té la meitat de l'edificació de dues plantes i l'altre de tres. El portal principal és d'arc de mig punt adovellat i totes les obertures són de pedra amb llinda monolítica i ampit motllurat. Algunes de les llindes tenen data, 1684 i 1612, i d'altres semblen de factura moderna. Cal destacar una galeria amb barana de fusta, situada al segon pis del cos més alt, a la dreta de l'entrada principal. Davant la porta hi ha un espai enrajolat amb tres esglaons fets de rajols, i un petit mur que marca el desnivell. A l'esquerra de la façana hi ha un rellotge de sol fet amb peces de ceràmica blanca d'època moderna. El parament està arrebossat i pintat de blancs, deixant els carreus ben tallats dels cantos a la vista.
Tot el conjunt ha estat molt restaurat.

## Història
La primera notícia documental és una capbrevació a favor de Berenguer de Farners per Ferrer de Corbera de l'any 1339, però l'edifici actual és del segle xvii amb una important reforma del xx.